# Pasquale Buonocore
Pasquale Buonocore   (Nàpols, 17 de maig de 1916 - Nàpols, 1 de setembre de 2003) va ser un waterpolista italià que va competir durant la dècada de 1940.
El 1948 va prendre part en els Jocs Olímpics de Londres, on va guanyar la medalla d'or en la competició de waterpolo.